# Doleroserica curtula
Doleroserica curtula är en skalbaggsart som beskrevs av Fahraeus 1858. Doleroserica curtula ingår i släktet Doleroserica och familjen Melolonthidae. Inga underarter finns listade i Catalogue of Life.